# Edzard I. (Ostfriesland)

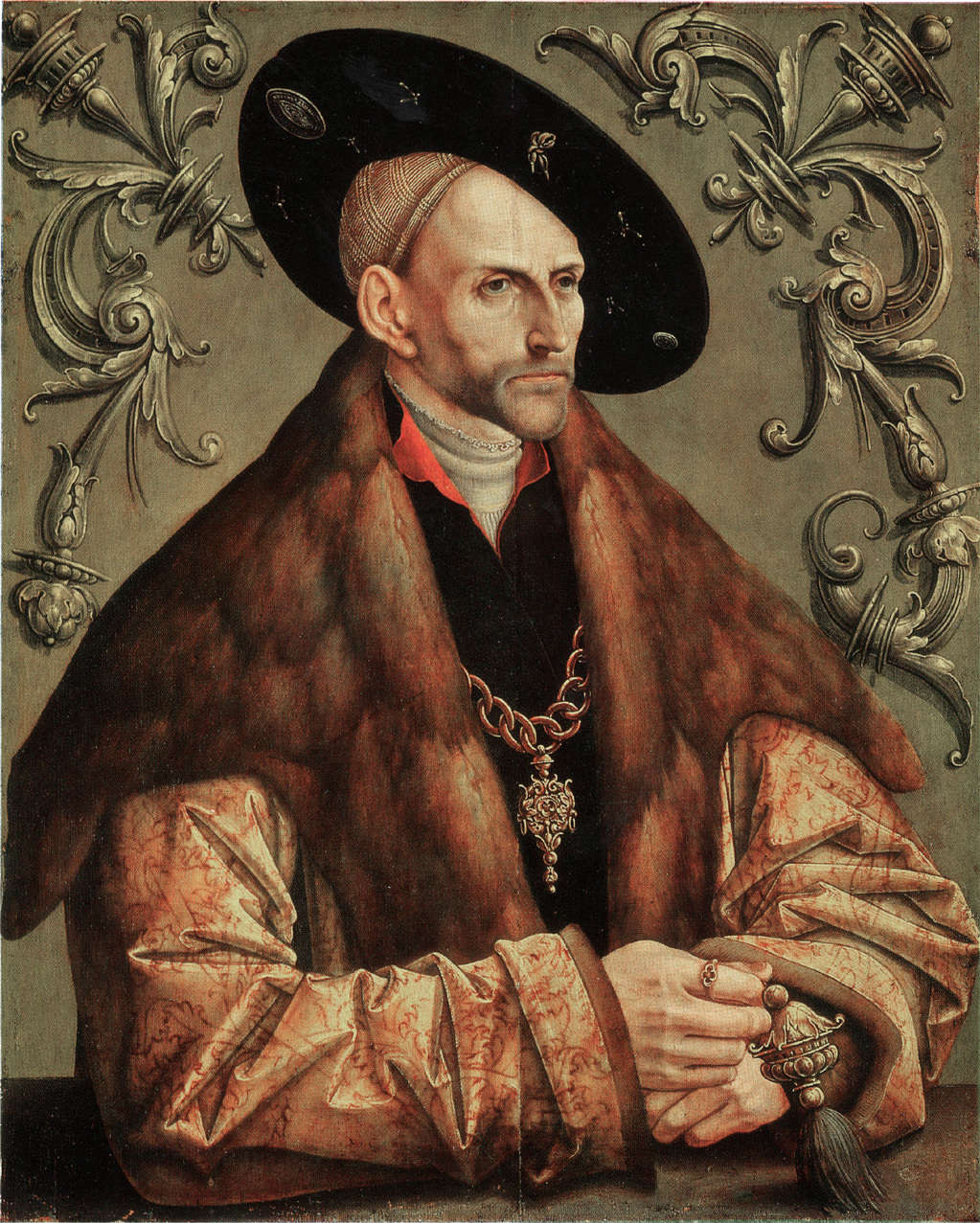
Graf Edzard I. um 1520/30. Gemälde von Jacob Cornelisz. van Oostsanen

Edzard I. (genannt „der Große“), (* Januar 1462 in Greetsiel; † 14. Februar 1528 in Emden) war Graf von Ostfriesland aus der ostfriesischen Adelsfamilie Cirksena.

## Leben
Edzard war der zweite Sohn des Grafen Ulrich und der Theda Ukena. Über Kindheit und Jugend ist wenig bekannt. Nach dem frühen Tod des Vaters führte Theda allein die Regierung, ehe diese ab etwa 1480 schrittweise an ihren ältesten Sohn Enno überging. 1481 nahm Edzard zusammen mit seinem Bruder Otto (Uko) ein Studium des römischen Rechts an der alten Universität Köln (Universitas Studii Coloniensis) auf. Wie lange die beiden studiert haben, ist unklar.
1492 begab sich Edzard auf Pilgerfahrt nach Jerusalem. Dort ließ sich der Abkömmling einer ostfriesischen Häuptlingsfamilie standesbewusst zum Ritter vom Heiligen Grabe schlagen. Während er in Jerusalem weilte, verunglückte sein Bruder Enno im Februar 1491 tödlich, so dass Edzard von seiner Pilgerfahrt nach Ostfriesland zurückkehrte. Dort beteiligte ihn Theda an der Regierung. Als seine Mutter 1494 starb, übernahm er die Regierung zunächst gemeinsam mit Uko, der sich seinem Bruder aber völlig unterordnete.
In seinen ersten Regierungsjahren behauptete seine Grafschaft gegen Ansprüche und Überfälle Hamburgs, Münsters, und Oldenburgs, gewann die Stadt Emden und brachte Butjadingen unter seine Oberhoheit.
Edzard I. ist vor allem durch die Unterwerfung der Häuptlinge Hero Omken aus dem Harlingerland und Edo Wiemken der Jüngere von Jever, die Begünstigung der Reformation in seinem Lande, die Schöpfung eines neuen Landrechts, die Reform des Münzwesens und die Einführung der Primogenitur im Hause der Cirksena hervorgetreten.
In der Außenpolitik führte ihn die Beteiligung an der Sächsischen Fehde in schwere Verwicklungen. Edzard nahm Partei gegen den kaiserlichen Statthalter der Niederlande, Herzog Georg von Sachsen, dessen Gewalt sich die Stadt Groningen nicht fügen wollte. Edzard versuchte seine Macht bei dieser Gelegenheit dauerhaft auf die Provinz Groningen auszudehnen. Von 1506 bis 1514 war er Besitzer der Stadt und Provinz Groningen. Dafür fiel Edzard in die Acht des Reiches und den Bann. Ostfriesland hat vonseiten des kaiserlichen Statthalters schwere Verwüstungen erfahren. Zuletzt sah sich Edzard gezwungen, Groningen zu räumen.
Erst als Karl V., der neue Herr der Niederlande, die Herrschaft angetreten hatte, gelang es Edzard, Gnade zu erlangen, von der Reichsacht befreit und mit Ostfriesland in seinen vorherigen Ausdehnungen belehnt zu werden. Es gelang ihm jedoch, 1517 das Jeverland unter seine Kontrolle zu bringen, indem er der Erbtochter Maria von Jever und ihren Schwestern versprach, sie mit seinen Söhnen zu verheiraten.
In der seit 1519 in Ostfriesland eindringenden Reformation duldete Edzard sowohl die lutherische als auch die zwinglische Richtung und sogar anderswo verfolgte Außenseiter, was unter seinen Nachfolgern zu erbitterten Streitigkeiten der Konfessionen führte.
Edzard I. ist am 14. Februar 1528 in Emden gestorben und hat im Kloster Marienthal zu Norden seine letzte Ruhestätte gefunden.

## Familie
Am 27. Juli 1497 heiratete er Elisabeth von Rietberg († Juli 1512), mit der er sieben Kinder, drei Söhne und vier Töchter hatte. Laut dem "Gründlichen Bericht von der Rechtschaffenheit des Ostfriesischen Reichs-Mann-Lehns (...)" (1740), Seite 73, waren dies: Margaretham, Ennonem, Johannem, Thedam, Irmigadam, Ulricum und Annam, "alle Graffen und Gräffinnen zu Ostfriesland." Auch weiterführend ist die Rede von einer Hochzeit im Jahre 1522 der Margeretha (Tochter der Elisbabetha, Gräfin von Ostfriesland) zu Phillip, Graf zu Waldeck. Dabei ist angegeben, dass eine Aussteuer von 8000 Goldgulden an Edzardo I vollständig bezahlt wurde. Weiterhin ist unter Punkt 5 angegeben, dass vier der Kinder; Ulrich, Anna, Thedam und Irmigard "vor deren Frau Schwester, Margaretha" und ohne Erben verstarben.
Seine Frau war eine Nichte des Münsteraner Bischofs Konrad. Da Edzard 1527 die Primogenitur eingeführt hatte, wurde nach der Entmündigung des ältesten Sohnes Ulrich wegen Geisteskrankheit sein zweiter Sohn Enno II. sein Nachfolger, der jedoch die Regierung gemeinsam mit seinem Bruder Johann I. führte. Von den Töchtern heiratete Margarethe (* 1500; † 15. Juli 1537) Philipp IV. von Waldeck.